# Izumo no Okuni
Izumo no Okuni (出雲の阿国 (Xuất Vân A Quốc) 1572-?) còn có các tên là Okuni (於國 (Ư Quốc)), Kuni (國 (Quốc)), Kuniko (國子 (Quốc Tử)), là người đã sáng tạo ra nghệ thuật kabuki. Người ta cho rằng bà là một miko ở Xuất Vân Đại Xã, người sáng tạo ra điệu múa truyền thống ở Kyoto.

## Tiểu sử

### Thời trẻ tuổi
Okuni lớn lên ở gần đền Izumo, nơi cha bà làm thợ mộc, vài người trong gia đình cũng làm việc ở đó. Cuối cùng Okuni cũng vào đền với tư cách một miko, bà nổi tiếng không chỉ vì múa đẹp, diễn giỏi mà còn cả sắc đẹp của mình nữa. Theo phong tục thời kỳ đó, pháp sư, miko và những người khác luôn muốn cống hiến cho đền thờ, và được gửi tới Kyoto để biểu diễn các điệu múa và bài hát linh thiêng.
Trong những màn trình diễn ở Kyoto, bà nổi danh về những sự cách tân của mình: điệu múa nembutsu, để ngợi ca Phật A Di Đà, thường được biết đến vì vẻ đẹp đầy nhục cảm và có những ám chỉ bóng gió về tình dục. Giữa nó và những điệu múa và vở kịch, bà thu được rất nhiều sự chú ý và bắt đầu cuốn hút được lượng khán giả rất lớn đến xem mình biểu diễn. Cuối cùng, bà bị gọi lại đền thờ, nhưng bà không quan tâm, mặc dù vẫn đều đặn gửi tiền về.

### Sáng tạo ra Kabuki
Khoảng năm 1603, Okuni thành lập một gánh hát ở Shijōgawara, sông Kamo. Tập hợp những người vô gia cư hay có địa vị xã hội thấp, những kẻ đã bị gán cho cái tên kabukimono - khuynh kì giả (từ kabuku nghĩa là "dựa vào hướng nào đó", và mono, "người"), bà hướng dẫn cho họ cách diễn xuất, múa, hát; một cách tự nhiên, bà gọi đoàn kịch của mình là kabuki. Những buổi biểu diễn kabuki đầu tiên gồm có múa và hát mà không có cốt truyện chính, thường bị coi rẻ vì sự lòe loẹt và chối tai, nhưng công bằng mà nói thì cũng đáng tán dương về vẻ đẹp và sự sặc sỡ.
Mặc dù bà yêu cầu các nam diễn viên đóng vai nữ và ngược lại nhưng chính bà lại đóng vai của cả hai phái. Đặc biệt, bà nổi tiếng nhất với vai samurai và cha sứ.
Rốt cuộc, với sự tài trợ của Ujisato Sanzaburō, người ủng hộ Okuni về phương diện tài chính cũng như nghệ thuật, kabuki chính thức trở thành một môn kịch. Về mặt cá nhân, người ta nói rằng, Sanzaburō là người tình của Okuni, mặc dù họ không kết hôn. Sau khi ông chết, bà lại tiếp tục mà không có ông, tiếp tục kết hợp giữa kịch nghệ với âm nhạc và các điệu múa. Sau cùng, sự nổi tiếng của bà và đoàn kịch kabuki đã lan rộng khắp nước Nhật.

### Những năm sau đó

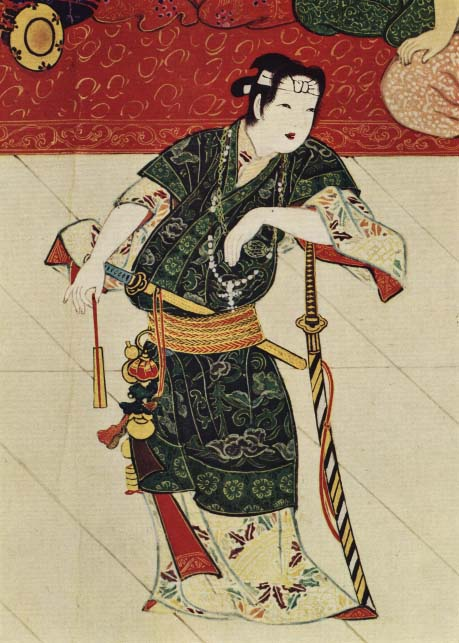
Một kabukimono cầm một thanh katana và Cây thập giá.

Okuni nghỉ hưu năm 1610, sau đó bà biến mất. Có rất nhiều người đã bắt chước kịch kabuki. Đặc biệt, nhà chứa còn tổ chức các buổi diễn này để làm vui thích những vị khách giàu có, cũng như tiếp nhận những gái điếm có tài múa hát và diễn xuất. Cuối cùng, vì sự phản đối kịch liệt của công chúng, shogun Tokugawa Ieyasu cấm phụ nữ diễn xuất kabuki, một quy tắc vẫn còn tồn tại cho đến ngày nay.
Có vài thuyết về năm bà qua đời, có người nói năm 1613, số khác lại cho rằng con số 1658 mới chính xác.
Năm 2003 một tượng đài được dựng lên để tôn vinh bà, trên đường Kawabata, ở phía Bắc Shijō Ōhashi, gần bờ sông Kamo ở Kyoto.

## Ảnh hưởng đến văn hóa
Ngoài việc được cho là người đã sáng tạo ra nghệ thuật kabuki, Okuni còn góp phần vào nền kịch nghệ của Nhật Bản nói chung. Người ta nói rằng bà là người tạo ra nguyên mẫu đầu tiên của hanamichi (hoa đạo tức đường hoa), một đường dẫn từ phía sau nhà hát xuyên qua giữa khán giả đến sân khấu. Con đường này đã được sử dụng trong nhiều nhà hát nghệ thuật khác ngoài kabuki.

## Okuni trong văn hóa đại chúng

Hình Okuni trong video game Samurai Warriors 2 của Koei.

Không giống như vài trò của bà trong lịch sử, sự xuất hiện của bà trong văn chương thường là một betsushikime (別式女), một chiến binh tài giỏi với vũ khí và ma thuật.
- Bà là một nhân vật chơi được trong seri videogame Samurai Warriors của Koeis. Vũ khí của bà là chiếc ô. Trong suốt thời gian xuất hiện trong trò chơi, bà được diễn tả luôn có cảm tình với Ishikawa Goemon và Maeda Keiji. Trong Samurai Warriors 2, bà là một nhân vật đặc biệt, chỉ có thể unlock khi đã chơi xong game Sugoroku. Bà do Wakana Yamazaki lồng tiếng; trong bản tiếng Anh, do Erin Agostino lồng tiếng[1].
- Trong manga và anime Samurai Deeper Kyo, ban đầu bà là nhân vật nền cho nhân vật chính, Mibu Kyoshiro, nhưng sau đó bà trở thành gián điệp cho Oda Nobunaga. Trong anime, tiếng của bà do Yumi Kakazu lồng.
- Okuni là nhân vật chơi được trong videogame Onimusha Tactics của Capcom. Vũ khí của bà là thanh giáo và có thể dùng phép hồi máy.
- Okuni được mô tả là bạn thân của Jubei Yagyu trong video game Onimusha: Dawn of Dreams. Bà cũng được miêu tả là một diễn viên múa và một chiến binh tài giỏi.
- Okuni cũng xuất hiện trong kịch truyền hình Nhật Bản của đài NHK: Musashi; tuy nhiên, trong seri này bà chỉ là một người biểu diễn chứ không có khả năng chiến đấu.
- Okuni cũng xuất hiện thoáng qua trong vai cô gái nhỏ Okami hát về Thủy Long.
- Okuni cũng xuất hiện trong game Warriors Orochi. Theo đó, bà cùng Tiểu Kiều gia nhập đảng Khăn Vàng của Zhang Jiao. Họ là một lực lượng độc lập cho đến khi Oda Nobunaga khuất phuc, họ về theo ông.